# Чигињ
Чигињ (словен. Čiginj, итал. Cighino) је насељено место у општини Толмин, Горишка регија, Словенија.

## Историја
До територијалне реорганизације у Словенији био је у саставу старе општине Толмин.

## Становништво
У попису становништва из 2011. године, Чигињ је имао 176 становника.
| Број становника према пописима | Број становника према пописима | Број становника према пописима |
| ------------------------------ | ------------------------------ | ------------------------------ |
| 1991                           | 2002                           | 2011                           |
| 181                            | 176                            | 176                            |

Напомена: Године 2009. кориговане су границе и површина насеља.

## Галерија
- водопад „под Бино скало”.
- водопад „на Лазах”.